# MeerKAT
MeerKATは、南アフリカ共和国北ケープ州カルー地域に建設された、口径13.5mのパラボラアンテナ64台からなる電波望遠鏡である。南アフリカとオーストラリアに建設されている大型電波干渉計スクエア・キロメートル・アレイ(SKA)の試験機として建造され、技術的な実現可能性の実証を行うとともに先駆的な科学研究を展開することを目的としている。望遠鏡は当初は20台のアンテナを持つ Karoo Array Telescope (KAT)として計画されていたが、アンテナ台数の増加が決定されたことを受け、MeerKATと改名された。カルー地域で親しまれている動物ミーアキャットにもちなむ名である。

## 装置の概要
MeerKATは、口径13.5mのオフセットグレゴリアンタイプのアンテナ64台から構成される。アンテナの副鏡の直径は3.8m、アンテナ重量は42トンである。経緯台形式の架台をもち、アンテナは直立したピラーの上に据え付けられる。
64台のアンテナは、2種類のアンテナ配列からなる。全アンテナのうち70%は、最小基線長29m、最大基線長1kmの密集した配列に設置される。残りの30%のアンテナはより広範囲に展開され、最大基線長は7.7kmとなる。いずれの配列も、アンテナの密度は2次元ガウス分布に従って配置される。
MeerKATの観測周波数は、Lバンド　(900 - 1670 MHz) とUHF帯 (580 - 1015 MHz) である。この他、Sバンド帯の受信機の搭載前試験が行われている。

## 建設と運用の経緯
2011年、MeerKATの技術試験的な性格を持つ7台のアンテナで構成されるKAT-7の建設が開始され、2012年に試験観測を開始した。アンテナの口径はMeerKATの13.5mよりやや小さい12mであった。基線長は26 mから185 mであった。
MeerKATの最初の画像（ファーストライト画像）は、2016年7月16日に南アフリカ共和国のナレディ・パンドル科学技術大臣によって公表された。16台のアンテナを使用した観測で得られたこの画像には1300を超える数の銀河が写っていた。MeerKAT以前の電波望遠鏡が同範囲内に検出した天体が70個であったことと比較すると、MeerKATは非常に多くの天体を撮影できていた。なお、16台のアンテナからなるシステムは MeerKAT Array Release 1 (AR1)と呼ばれる。
2017年5月16日には、32台のアンテナからなるMeerKAT32による観測画像が公開された。これには、渦巻銀河M83や、天の川に属する星形成領域の観測結果が含まれていた。また同日、ナレディ・パンドル科学技術大臣は、MeerKATを完成させるため南アフリカ国立科学財団に対して6億9300万ランドの予算を割り当てることを発表した。

## 研究テーマ
MeerKATでは、以下の研究テーマに沿った大規模観測が実施される。
- パルサータイミング
  - パルサーからの規則正しい電波信号を使い、アインシュタインの一般相対性理論の検証を行う。
- 深宇宙の探査
  - 中性水素原子ガスが出す電波を観測し、非常に遠い距離にある銀河の掃天観測を行う。
- 吸収線による深宇宙探査
  - 非常に遠い距離にある銀河からの連続波を背景光とし、その手前にある水素原子やOH分子による吸収線の観測を行う。OH分子の吸収線は、初期宇宙の物理定数についての情報を与えてくれるため、これが宇宙開闢以来変化しているのかいないのかを調べる手掛かりとなる。
- 近傍銀河探査(MeerKAT Observations of Nearby Galactic Objects - Observing Southern Emitters: MHONGOOSE)[7]
  - 地球から20メガパーセク内と比較的近い距離にある様々なタイプの銀河20個を観測し、銀河内からダークマターハローまでの広い範囲に分布するガスの性質を調査する。
- 新しいパルサー探査 (Transients and Pulsars with MeerKAT: TRAPUM)
  - これまで知られていないパルサーを探索する。

- 初期宇宙電波探査(MeerKAT International GigaHertz Tiered Extragalactic Exploration Survey: MIGHTEE) 
  - COSMOS, XMM-LSS, ECDFS, ELAIS-S1の4つの新宇宙探査領域に対して、GHz帯での高感度観測を実施し、星形成と活動銀河核の進化、中性水素ガスの進化、磁場の性質を明らかにする[8]。

- 突発天体探査 (The Hunt for Dynamic and Explosive Radio Transients with MeerKAT: ThunderKAT)
  - X線連星、激変星、ガンマ線バースト、Ia型超新星等の突発天体を探索し、ブラックホール、中性子星、白色矮星を含む連星の質量降着とガス放出について明らかにする[9]。

## SKAとの関係
SKAは、50 MHzから14 GHzの周波数帯で1平方キロメートルの集光面積を持つ巨大望遠鏡として建設が進んでいる。SKAは南アフリカに高い周波数(350 MHzから14 GHz)の観測を行うSKA1 MID、オーストラリアに低い周波数(50 MHzから350 MHz)の観測を行うSKA2 LOWが、それぞれ建設される。SKA1 MIDでは約200台のパラボラアンテナが建設される予定であり、MeerKATの64台のアンテナも最終的にはSKA1 MIDの一部として使用される。SKA1 MIDの最大基線長は150 kmとなる予定であり、MeerKATに比べて感度・分解能は大幅に向上する。。MeerKATの建設計画が進んでいたことは、SKA1 MIDの建設地が南アフリカに決定されるうえで重要な要素となった。